# Сєдов Олексій Михайлович
Олексі́й Миха́йлович Сєдо́в (27 травня 1904 , Новинки, Владимирська губернія  — січень 1981 , Львів ) — радянський діяч органів державної безпеки, полковник державної безпеки. Депутат Верховної Ради УРСР 1-го скликання (1941–1947).

## Біографія
Народився 27 травня 1904 року в родині робітника в селі Новинки Ковровського повіту, тепер Ковровський район, Владимирська область, Росія. У вересні 1916 — листопаді 1917 року — пиляр дрів у лісопромисловця Шибаєва в селі Новинки. У листопаді 1917 — червні 1918 року — пиляр дрів Великовського волосного виконавчого комітету в селі Новинки Владимирської губернії. У червні 1918 — січні 1921 року — ремонтний робітник залізничної станції Ковров Владимирської губернії. У січні 1921 — січні 1924 року — пиляр дрів Великовського лісництва в селі Алексєєвка Владимирської губернії. У січні 1924 — вересні 1926 року — пиляр дрів, приймальник лісоматеріалів Сариєвського лісництва Владимирської губернії.
У вересні 1926 — жовтні 1928 року — у Червоній армії: командир гармати 14-го артилерійського полку.
Член ВКП(б) з березня 1928 року.
У жовтні 1928 — березні 1932 року — слюсар Ковровського інструментального заводу № 2. У 1932 році закінчив енергетичний робітничий факультет у місті Коврові.
У березні 1932 — березні 1933 року — курсант Центральної школи ОДПУ СРСР. У березні 1933 — жовтні 1936 року — заступник начальника політичного відділу по ОДПУ-НКВС радгоспу «Більшовицький наступ» села Великоолександрівка Одеської області.
У жовтні 1936 — листопаді 1937 року — оперативний уповноважений Миколаївського міського відділу НКВС Одеської області. У листопаді 1937 — вересні 1938 року — начальник Єланецького районного відділу НКВС Миколаївської області. У вересні — жовтні 1938 року — начальник Очаківського районного відділу НКВС Миколаївської області. У жовтні 1938 — березні 1939 року — заступник начальника 9-го відділу УДБ НКВС Миколаївської області.
У березні — листопаді 1939 року — заступник начальника УНКВС Дніпропетровської області.
У листопаді 1939 — лютому 1940 року — начальник оперативної групи НКВС УРСР в місті Тернополі. У лютому — серпні 1940 року — заступник начальника УНКВС Тернопільської області.
У серпні 1940 — березні 1941 року — начальник УНКВС Аккерманської-Ізмаїльської області. У квітні — серпні 1941 року — начальник УНКДБ Ізмаїльської області. У серпні — листопаді 1941 року — заступник начальника УНКВС Сталінської області.
З 1941 року — учасник німецько-радянської війни. У листопаді 1941 — грудні 1942 року — начальник Особливого відділу НКВС 8-ї інженерно-саперної армії. У грудні 1942 — червні 1943 року — заступник начальника Особливого відділу НКВС Північної групи військ Закавказького і Північно-Кавказького фронтів.
У червні 1943 — серпні 1944 року — начальник УНКВС Дніпропетровської області.
У серпні 1944 — травні 1945 року — заступник начальника УНКВС Ровенської області.
У травні 1945 — січні 1951 року — заступник начальника УНКВС-УМВС Львівської області.
У 1951 році закінчив 5 курсів Львівського державного університету імені Івана Франка.
У січні 1951 — серпні 1952 року — заступник начальника Будівництва № 506 і виправно-трудового табору МВС. У серпні 1952 — червні 1953 року — начальник спеціального відділу Будівництва № 511 МВС СРСР.
З червня 1953 року — на пенсії у Львові. Помер у січні 1981 року в місті Львові.

## Звання
- молодший лейтенант державної безпеки (22.03.1936)
- старший лейтенант державної безпеки (23.08.1939)
- капітан державної безпеки (24.09.1940)
- підполковник державної безпеки (11.02.1943)
- полковник державної безпеки (2.01.1944)

## Нагороди
- орден Червоного Прапора
- орден Вітчизняної війни ІІ ст. (29.10.1948)
- два ордени Червоної Зірки (27.04.1943, …)
- орден «Знак Пошани» (23.01.1948)
- медалі
- знак «Почесний працівник ВЧК-ГПУ (XV)»